# Massif forestier de l'Arc Boisé
 (15 septembre 2019).
Le massif forestier de l'Arc Boisé est un massif du sud-est de l'Île-de-France. Occupant une superficie de près de 3 030 hectares, il est constitué de la forêt domaniale de Notre-Dame, la forêt de la Grange, et la forêt de Grosbois.

## Présentation
Depuis mai 2016, l'Arc boisé est classé en forêt de protection pour garantir la pérennité des forêts de Notre-Dame, de la Grange et de Grosbois.